# Kasteel Bran
Kasteel Bran (Roemeens: Castelul Bran, Duits: Törzburg) is een sprookjesachtig kasteel in de nabijheid van de Roemeense stad Bran, in de Zuidelijke Karpaten. De eerste bouw van het kasteel dateert uit de veertiende eeuw. Kasteel Bran, hooggelegen, met de typerende spitse rode torens, is een van de belangrijkste toeristische trekpleisters van Roemenië en staat bekend als het kasteel van Dracula, hoewel het geen connectie heeft met de historische noch met de fictieve figuur.

## Historie
In 1212 werd door Teutoonse ridders een houten fortificatie gebouwd bij een belangrijke pas in het toenmalige Burzenland, die een oude en belangrijke handelsroute met het Oosten vormde. In 1242 werd het fort echter vernietigd door de Mongolen. In een akte van Lodewijk I van Hongarije uit 1377 kreeg de Saksische bevolking toestemming om op dezelfde plek en op eigen kosten een citadel te bouwen, als verdedigingswerk tegen de Ottomanen. In 1438 moet het bouwwerk goeddeels klaar zijn geweest, aangezien het een cruciale rol speelde in de oorlog die tussen 1438 en 1442 gevoerd werd met de Ottomanen. In 1533 werd het kasteel in bezit genomen door de bevolking van het stadje Bran, dat na de bouw van het kasteel in haar nabijheid tot ontwikkeling was gekomen. Ook in latere tijden bleef het kasteel nog voornamelijk een militaire rol spelen, tot diep in de achttiende eeuw toe. Daarna trad een geleidelijk verval in.
In 1920 werd het kasteel door de bevolking van Brasov geschonken aan het Roemeense koninklijk huis. Koning Ferdinand I en diens vrouw Marie van Edinburgh namen er hun intrek en lieten het gebouw uitgebreid renoveren tot een koninklijk onderkomen. De wapenkamer werd omgebouwd tot een kapel en de schietgaten werden vervangen door ramen. In een waterput werd een lift gemaakt waarmee een imposant park onder het kasteel te bereiken was. Tijdens de Tweede Wereldoorlog runde prinses Ileana van Roemenië er een noodziekenhuis. In 1948 werd het gebouw genationaliseerd door de communistische regering. In 2006 schonk de Roemeense regering het kasteel terug aan de zoon van prinses Ileana en Anton van Oostenrijk-Toscane, Dominic van Habsburg (1937), die even overwoog om het te verkopen maar het uiteindelijk een bestemming als museum gaf. Sindsdien wordt het overal aangeprezen als het "kasteel van Dracula" en is het een van de belangrijkste toeristische attracties van Roemenië. Jaarlijks trekt het bijna een half miljoen bezoekers. In 2014 stelde de graaf van Habsburg het kasteel andermaal te koop. De waarde wordt geschat op 95 miljoen euro. Een koper heeft zich nog niet gemeld.

## Ligging en stijl
Kasteel Bran kenmerkt zich qua bouwstijl door de mengeling van gotische, renaissancistische en oosterse elementen. De deels gepleisterde muren zijn opgetrokken uit grijze natuursteen en rode baksteen. Het kasteel heeft vier torens van drie verdiepingen, afgewerkt met spitse rode daken en bruine houten balkons. Rond de binnenplaats zijn enkele smalle trappen uitgehouwen. De vele gangen en poorten aan de binnenkant geven het gebouw een geometrisch doordachte uitstraling.
Het kasteel ligt op een 60 meter hoge rots en geeft volledig uitzicht over de brede vallei in de zuidelijke Karpaten, op de grens van de historische regio's Walachije en Transsylvanië. Op het oog lijkt het alsof het gebouw op organische wijze uit de rots is gegroeid. Beneden het kasteel, lager op de helling, bevindt zich een groots opgezet park. Aan de voet van de helling ligt het stadje Bran, waarvan de historie direct verbonden is met het kasteel.

## Verbinding met Dracula

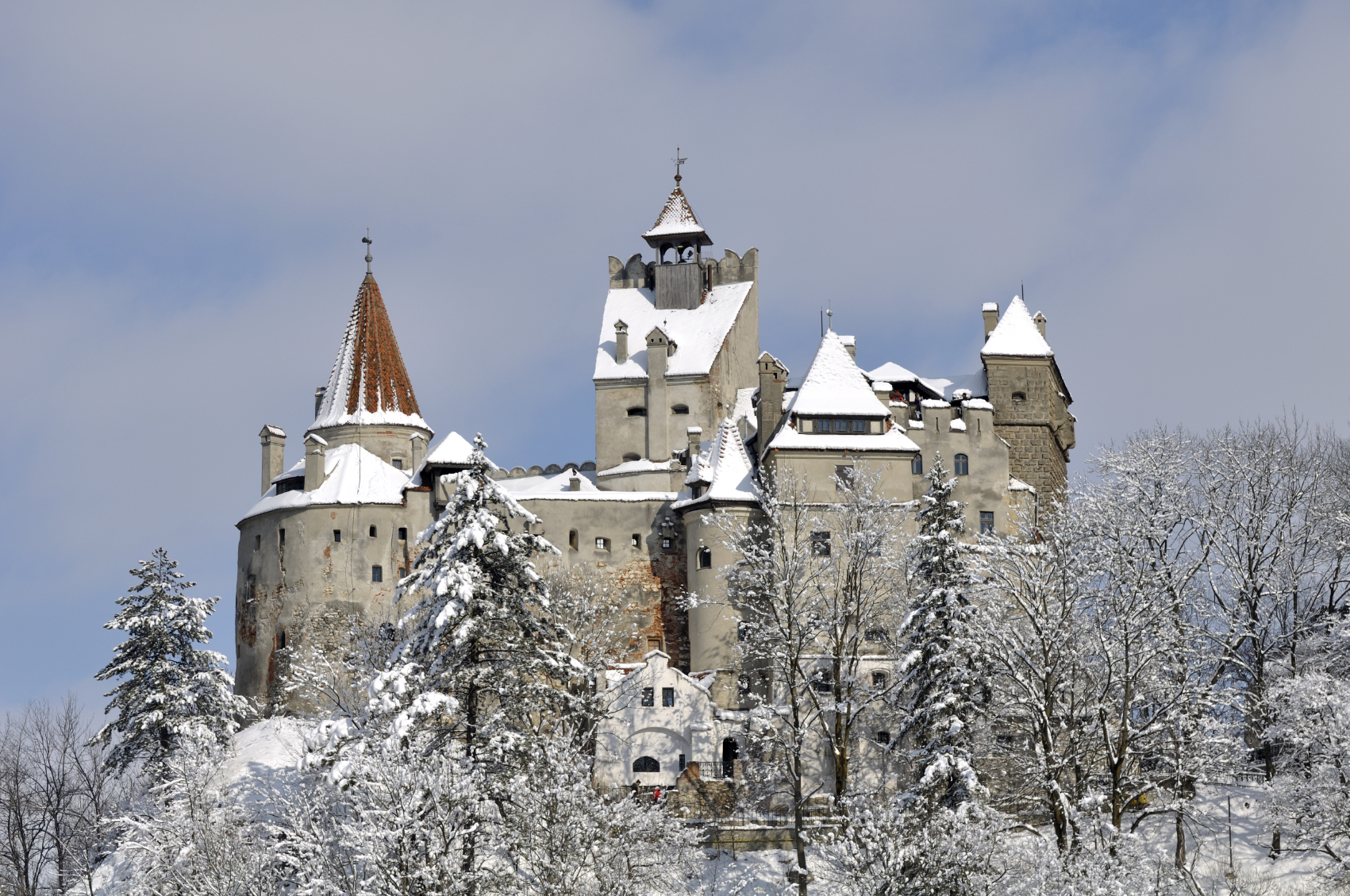
Kasteel Bran in de winter

"We liepen steeds verder omhoog... en opeens zag ik... een groot vervallen kasteel. Uit de zwarte ramen in de hoge spitse torens scheen geen licht en de verbrokkelde kantelen staken als een rafelige rand af tegen het licht van de maan". Aldus beschreef Bram Stoker in 1897 het onderkomen van graaf Dracula, vampier en hoofdpersonage in zijn gelijknamige roman. Stoker heeft Kasteel Bran nooit bezocht en beschreef in feite een fictief Zevenburgs kasteel. Dat zijn beschrijving niettemin doet denken aan Kasteel Bran, heeft er waarschijnlijk mee te maken dat hij voor zijn roman gebruik maakte van vampierverhalen uit de Roemeense folklore, waarin Kasteel Bran en de omringende Karpaten veelvuldig werden beschreven.
Van de legendes die Stoker gebruikte voor zijn roman is er één die specifiek wijst op een verband tussen Bran en Dracula: Vlad II Dracul, de vader van prins Vlad Tepes, zou er volgens dit verhaal zijn hoofdkwartier hebben gehad. Vanuit historisch oogpunt is met grote waarschijnlijkheid vast te stellen dat het Kasteel Bran nooit heeft behoord aan Vlad of zijn voorvaderen. Het verband met Dracula wordt algemeen geduid als "een hardnekkige mythe". De mythe ontstond in de jaren 60 na de opening van Roemenië voor het internationale toerisme, met name in Amerikaanse reisbrochures.
Op 12 augustus 2024 raakte bekend dat Marc Coucke en het Nederlandse investeringsfonds Momentum in de running zijn om kasteel Bran over te nemen.

## Galerij

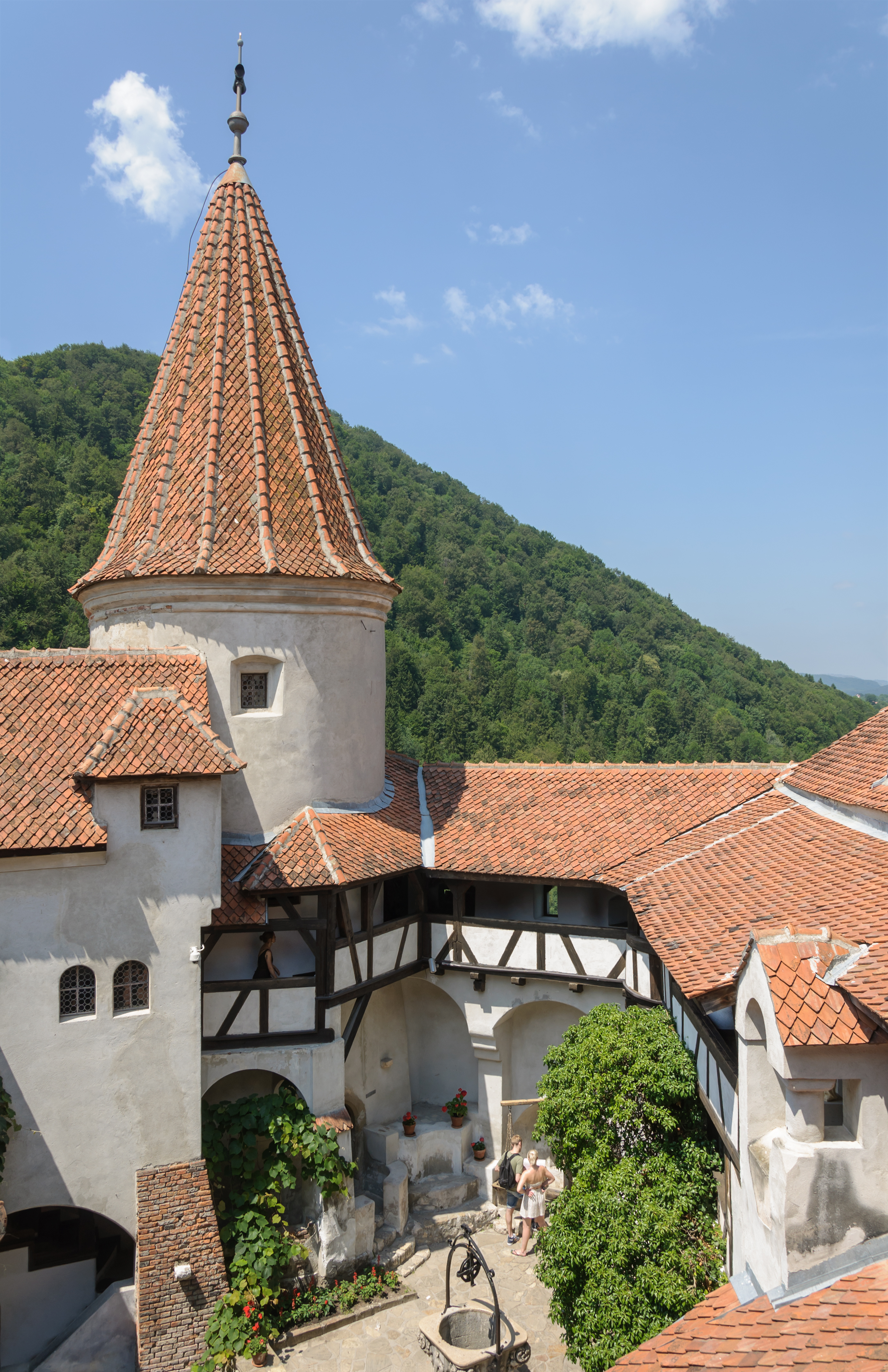
Gezicht op de binnenplaats
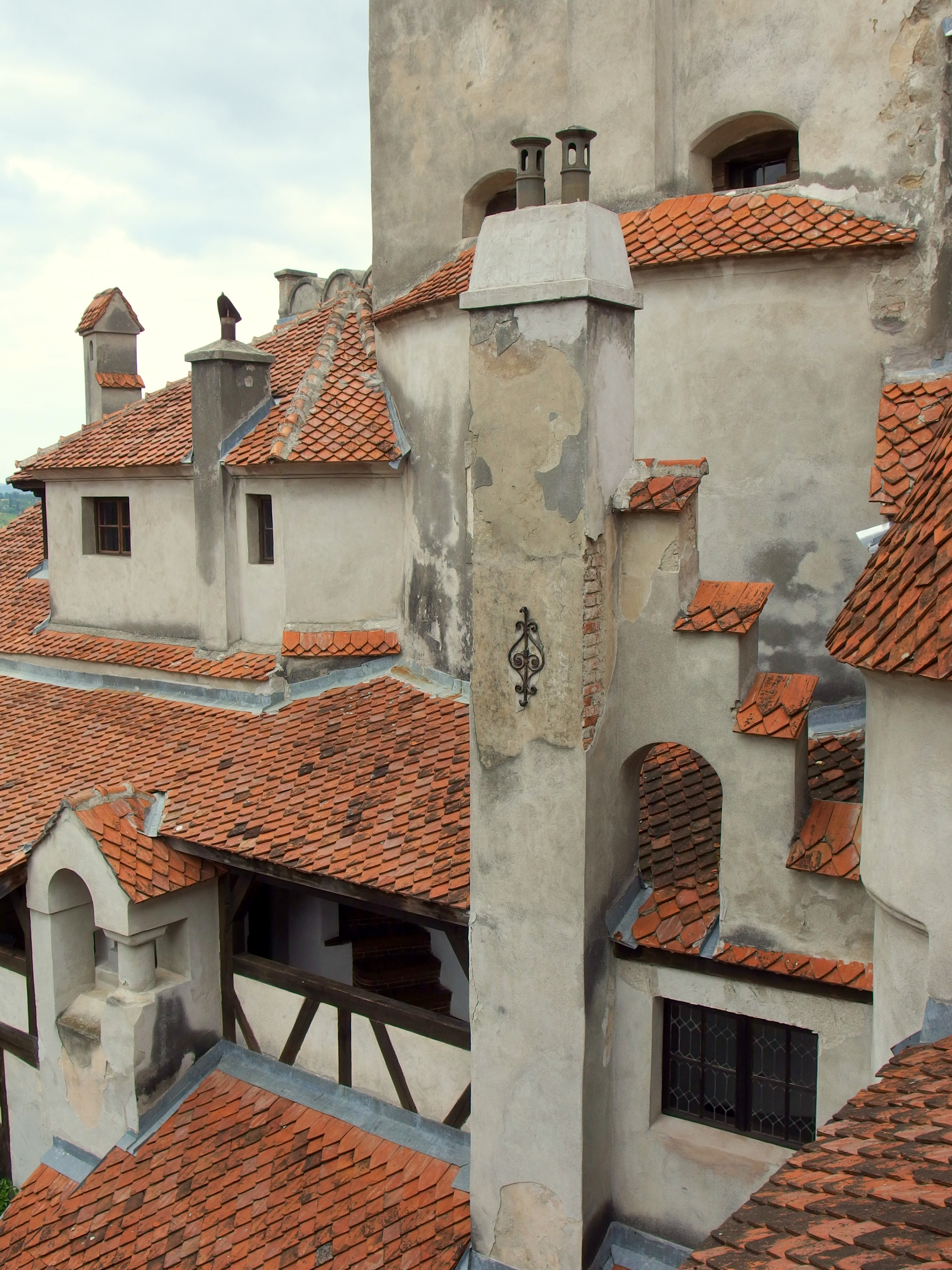
Buitenzijde met daken en balkons
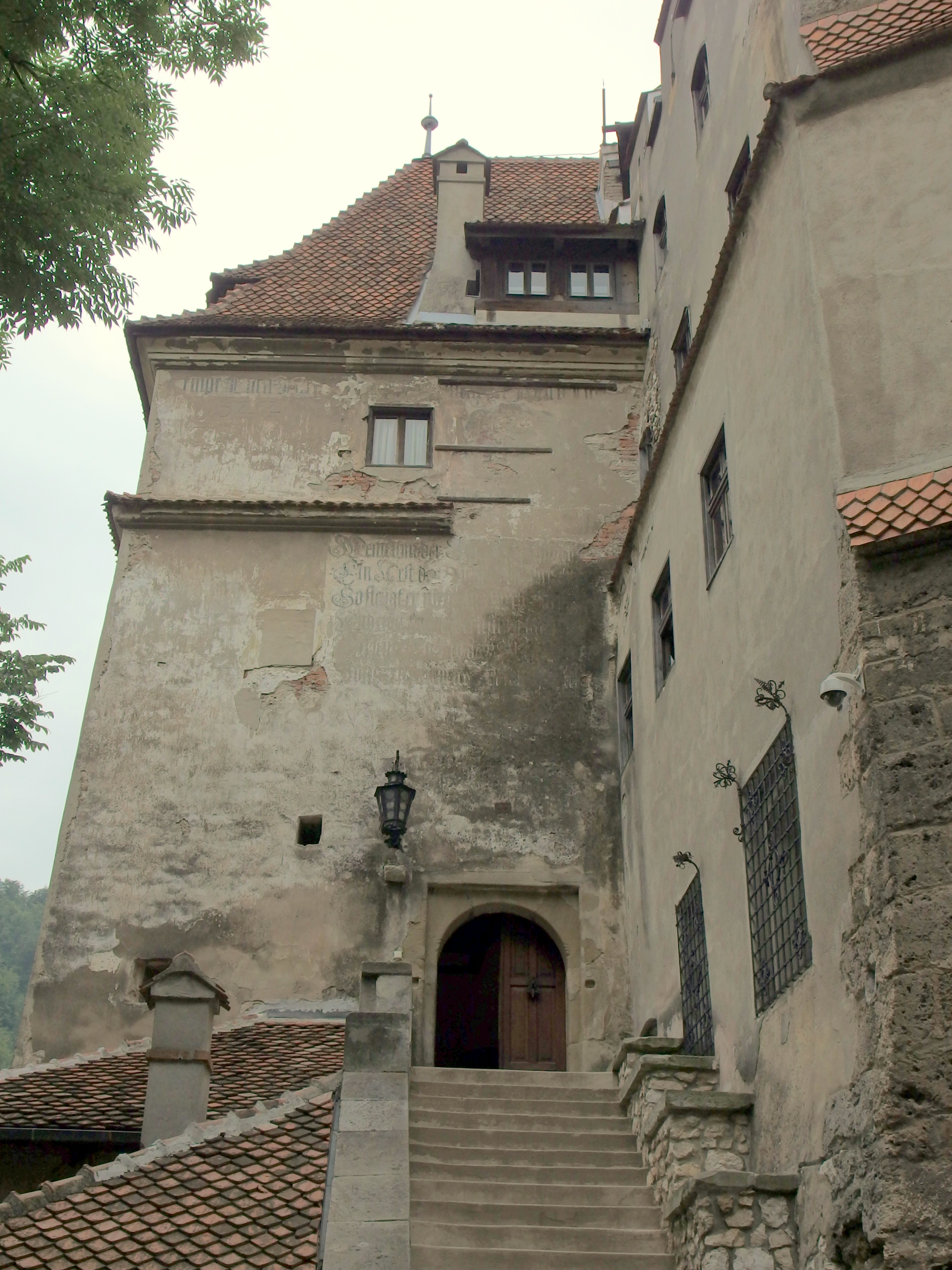
Trap naar zij-ingang
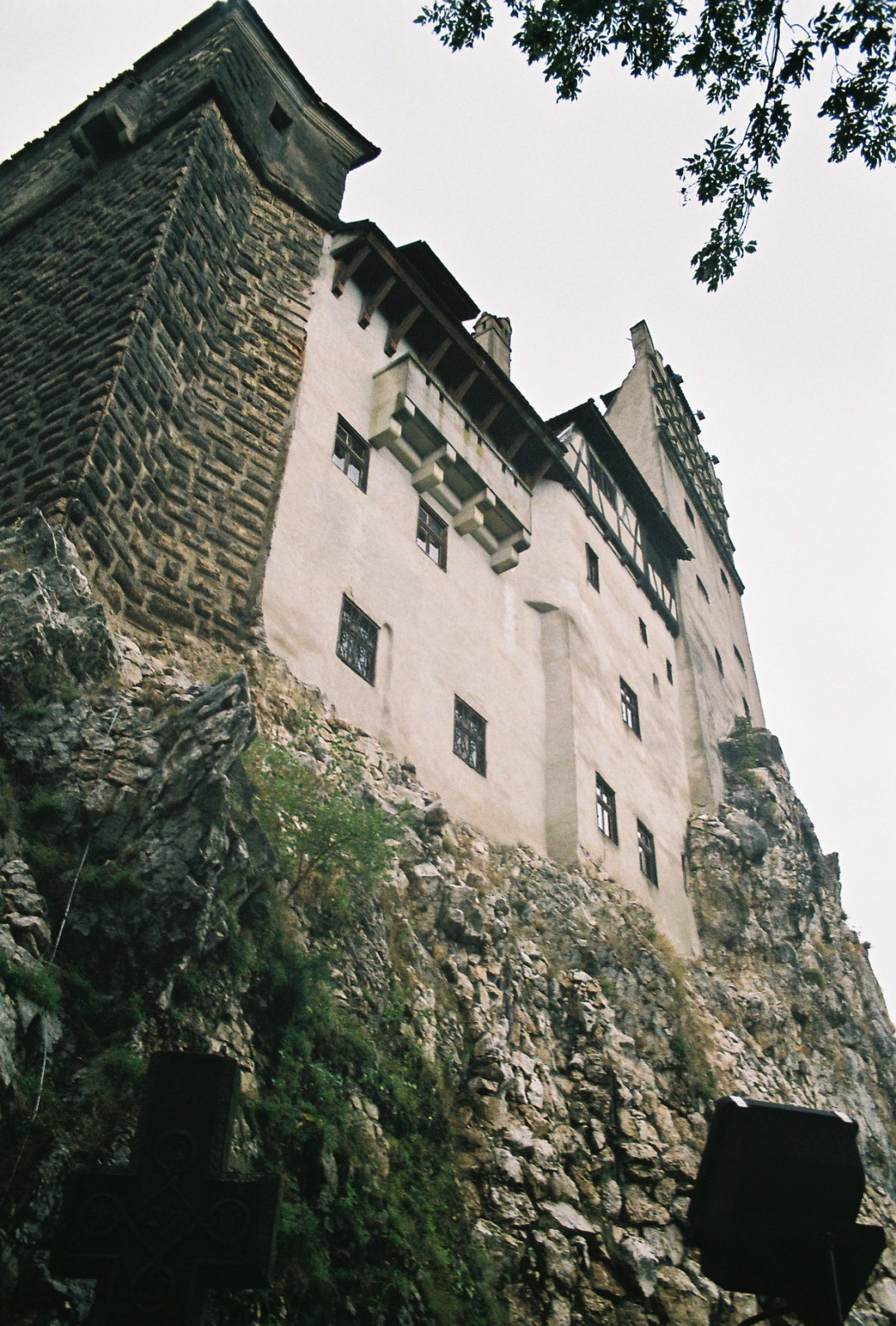
Onderaanzicht
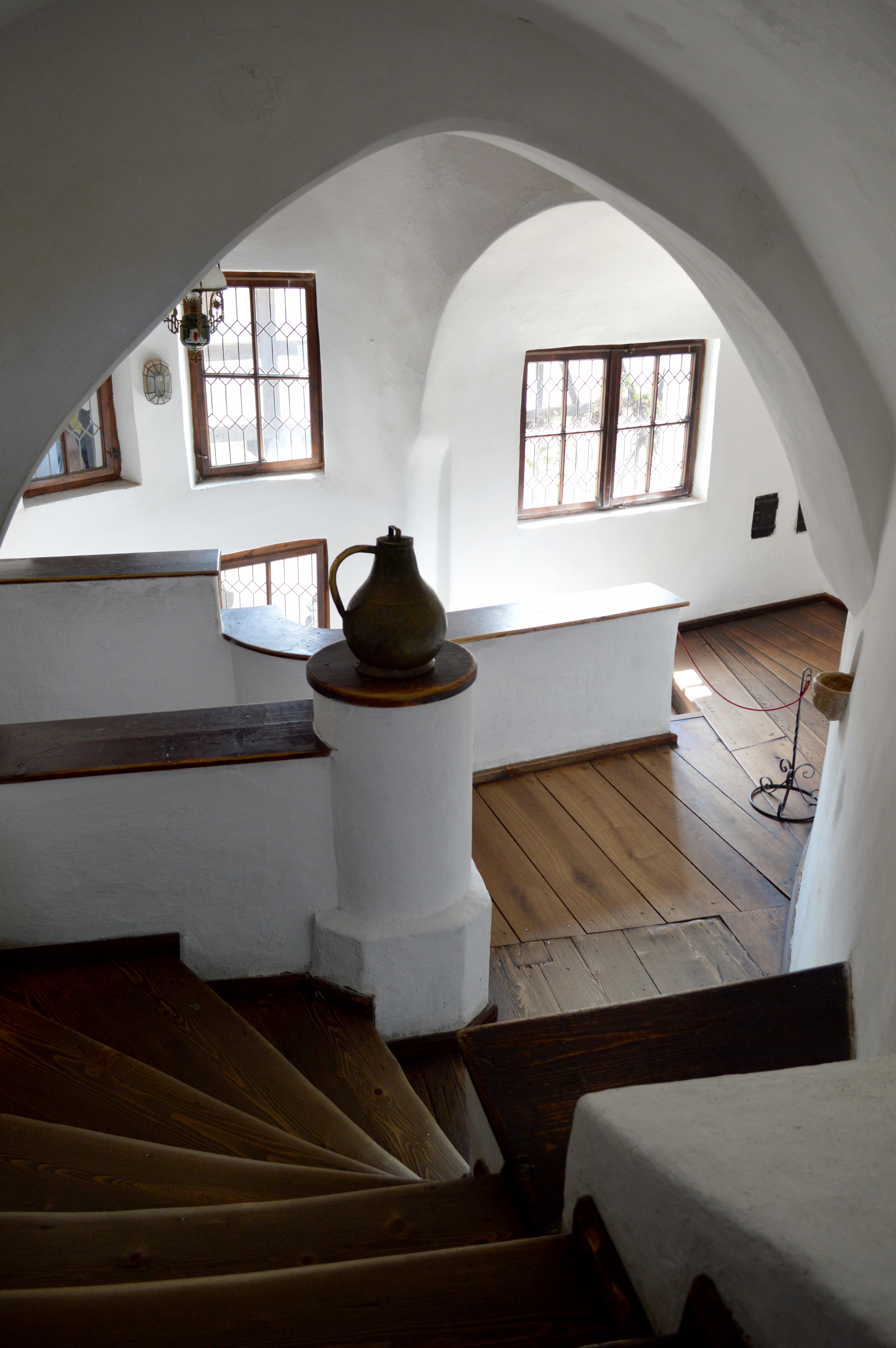
Trappenhal
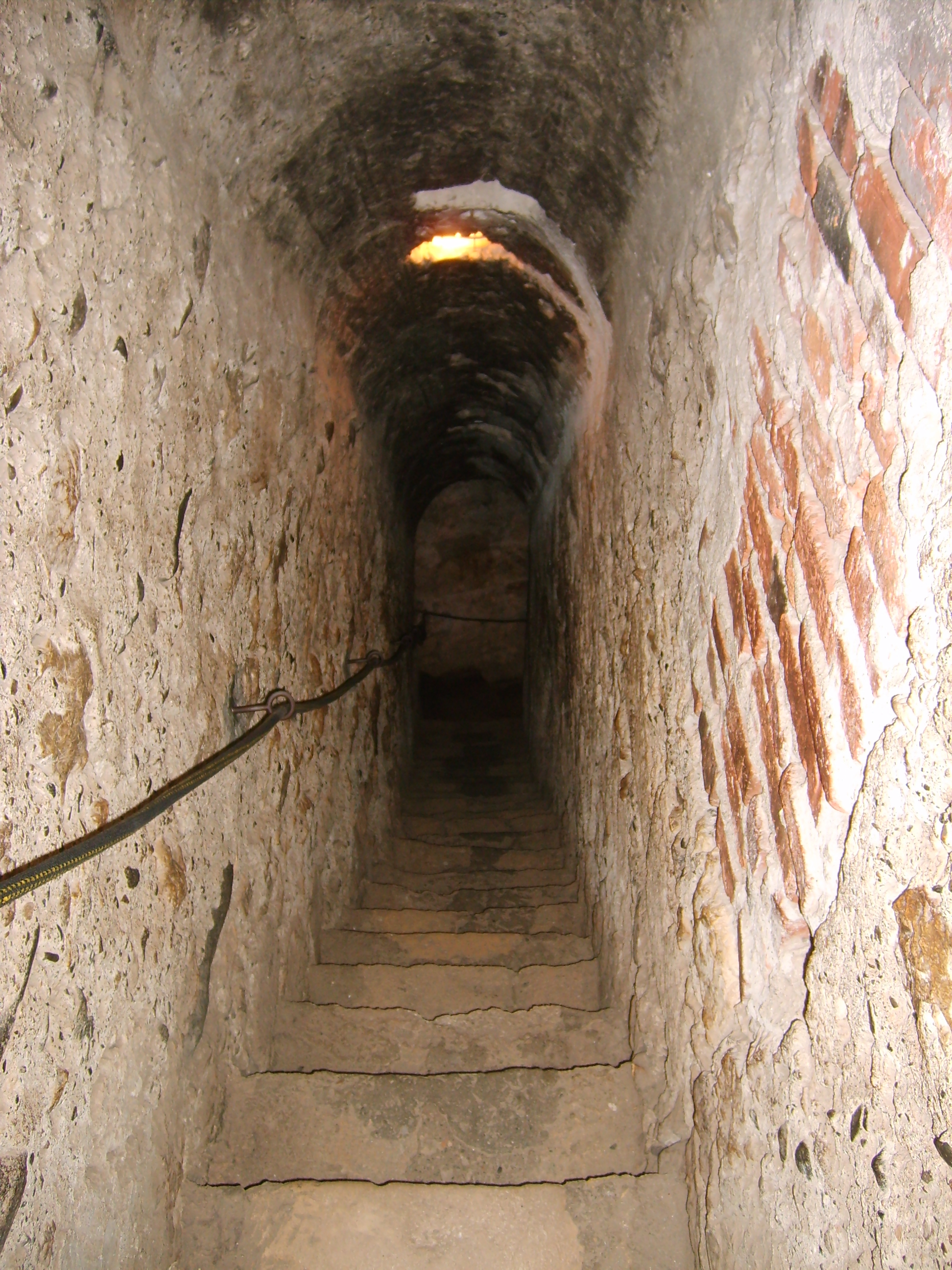
Geheime doorgang tussen de eerste en derde etage